# Violone (registro d'organo)
Con violone ci si riferisce a un particolare registro dell'organo.

## Struttura
Il violone è un registro ad anima della famiglia dei registri violeggianti, costruito in legno o in metallo. Lo si trova solitamente alla pedaliera nella misura di 16', ma esistono anche violoni da 32' e da 8'.
Le canne di questo registro sono caratterizzate da un diametro stretto e dalla presenza di freni armonici. È anche conosciuto con i nomi di Violon in francese e di Violonbass in tedesco.